# Zbrodnia przy ulicy Dzikiej
Zbrodnia przy ulicy Dzikiej – masowy mord na polskich cywilach dokonany przez Niemców w trakcie tłumienia powstania warszawskiego. 
21 sierpnia 1944 na podwórzu kamienicy Goldbandów przy ul. Dzikiej 17 zamordowanych zostało około 200 Polaków. W gronie ofiar znaleźli się przede wszystkim mężczyźni z warszawskiego Muranowa oraz starcy z domu opieki przy ul. Przebieg. Masakra przy ul. Dzikiej była jedną z największych zbrodni popełnionych przez Niemców podczas walk o warszawskie Stare Miasto.

## Upadek Muranowa
20 sierpnia 1944 wzmógł się niemiecki nacisk na Stare Miasto. Oddziały Grupy Bojowej „Reinefarth” zaatakowały pozycje polskiej Grupy „Północ” na kilku odcinkach równocześnie, ze szczególną siłą uderzając w rejonie Muranowa. Mimo iż Niemcy atakowali ze wsparciem artylerii i broni pancernej, żołnierze batalionów AK „Zośka”, „Leśnik” i „Czata” zdołali za cenę dużych strat odeprzeć wszystkie ataki nieprzyjaciela. Niemiecki ostrzał był tak niszczący, iż wyczerpana ludność cywilna zaczęła domagać się od powstańców przerwania walki.
Ze względu na poniesione straty oraz trudne położenie swoich oddziałów, dowódca północnego odcinka staromiejskiej obrony, podpułkownik Franciszek Rataj ps. „Paweł”, zarządził odwrót z Muranowa. Po zapadnięciu zmroku oddziały powstańcze cofnęły się w głąb Starego Miasta. Na terenie Muranowa pozostały jedynie kompania porucznika „Jaronia” z batalionu „Leśnik” oraz oddział porucznika Szczęsnego z batalionu „Czata”, które miały za zadanie wspomóc nocne natarcie oddziałów Grupy „Kampinos” na Dworzec Gdański. Siły powstańcze ostatecznie wycofały się z Muranowa w godzinach porannych 21 sierpnia, po tym jak okazało się, że uderzenie na Dworzec Gdański zakończyło się niepowodzeniem, a Niemcy wznowili natarcie na Muranów. Upadek Muranowa pogorszył położenie Grupy „Północ”, gdyż Niemcy mogli teraz atakować Starówkę również od strony północnej, a klin wbity pomiędzy powstańcze pozycje na Starym Mieście i Żoliborzu znacznie się powiększył.

## Masakra przy ulicy Dzikiej

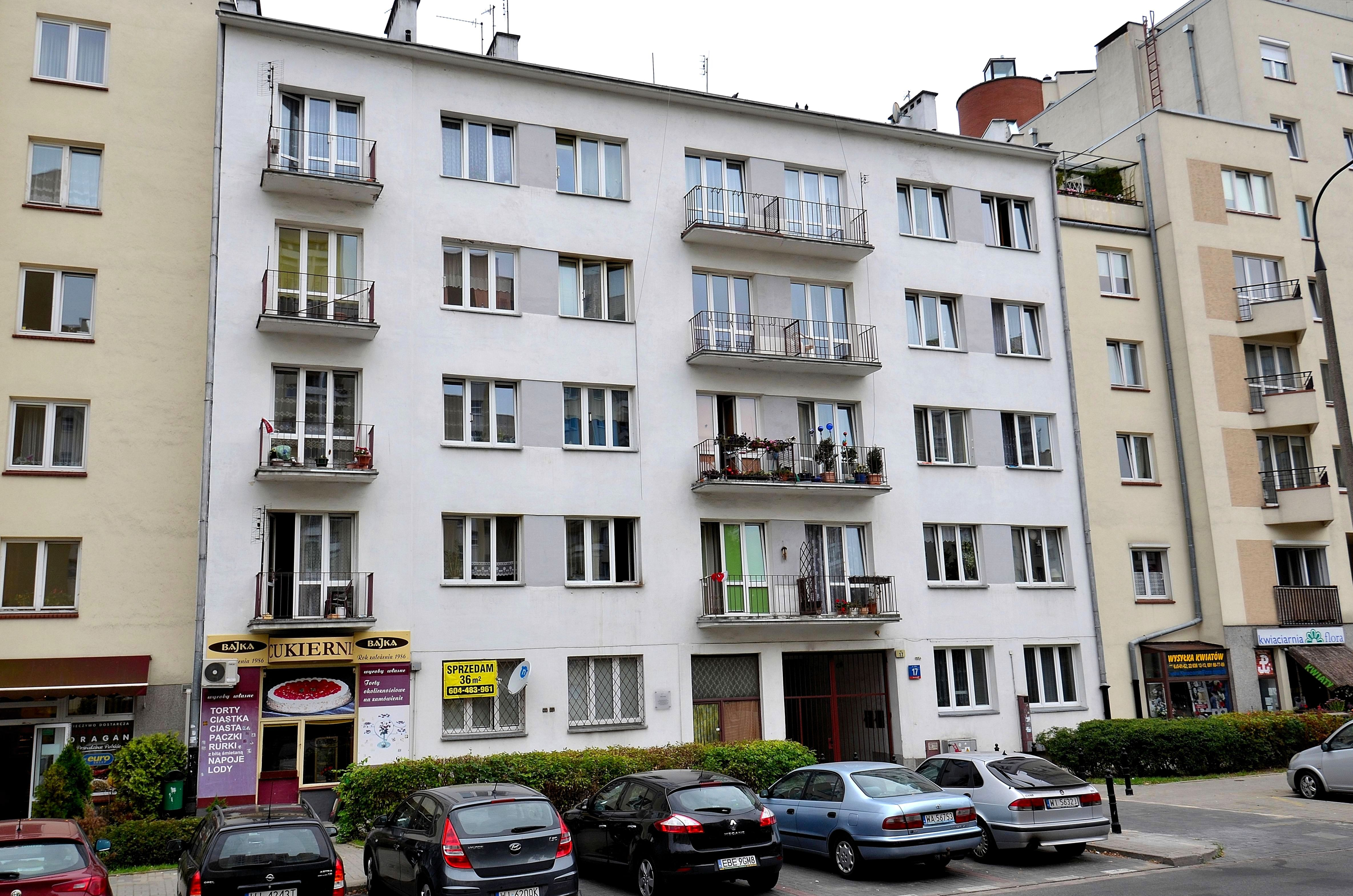
Miejsce zbrodni. Kamienica Goldbandów przy ul. Dzikiej 17 wzniesiona w 1939 według projektu Edwarda Hersteina

Opuszczony przez powstańców Muranów został szybko zajęty przez Niemców. Żołnierze Wehrmachtu ograbili schwytanych cywilów, a następnie spędzili ich na teren remizy tramwajowej, usytuowanej pomiędzy ulicami Sierakowską i Inflancką. Tam odseparowano mężczyzn od kobiet i dzieci, po czym obie grupy przeprowadzono do magazynów na Stawkach. Kobiety i dzieci pognano następnie ulicami Okopową i Wolską w kierunku Dworca Zachodniego, skąd zostały wywiezione do obozu przejściowego w Pruszkowie.
Około 500 mężczyzn pozostało na Stawkach. Niemcy przeprowadzili tam „selekcję”, wyciągając z tłumu uchodźców osoby posiadające elementy wojskowej odzieży i wyposażenia bądź przedmioty, które mogły pochodzić z niemieckich magazynów wojskowych (np. buty, spodnie, czapki, czy konserwy). Niektórzy mężczyźni zostali przy tym ciężko pobici. Do grona „wyselekcjonowanych” Niemcy dołączyli także starców z zakładu opiekuńczego przy ul. Przebieg oraz kilka kobiet. Cała grupa została następnie wyprowadzona z magazynu i ślad po niej zaginął. Dopiero po zakończeniu wojny ustalono, że Niemcy zaprowadzili „wyselekcjonowanych” cywilów na podwórze pobliskiego domu przy ul. Dzikiej 17 i tam rozstrzelali. Ciała zamordowanych oblano benzyną i spalono. Maja Motyl i Stanisław Rutkowski ocenili liczbę ofiar masakry na około 200. Udało się ustalić nazwiska zaledwie dwóch zamordowanych. Wśród ofiar znajdował się m.in. znany architekt Marian Lalewicz. Była to jedna z największych zbrodni popełnionych przez Niemców podczas dwutygodniowych walk o Stare Miasto.
Ponadto spośród grona ocalałych Niemcy podstępem bądź pod przymusem zwerbowali około 100 mężczyzn do pracy przy rozbieraniu barykad, grzebaniu zwłok, transporcie amunicji itp. Większość owych mężczyzn zaginęła później bez wieści.
Kamienica nie została zniszczona w czasie wojny. W latach 50. miejsce masakry upamiętniono wolno stojącą tablicą ustawioną w podwórzu przy ścianie budynku z napisem: „Miejsce uświęcone męczeńską krwią 200 Polaków zamordowanych przez hitlerowców w czasie powstania warszawskiego”.